# ديرك ميدفيد
ديرك ميدفيد (مواليد 15 سبتمبر 1968) هو لاعب كرة قدم. يلعب مع منتخب بلجيكا لكرة القدم. سبق له أن لعب في كأس العالم لكرة القدم مع منتخب بلاده.

## روابط خارجية
- ديرك ميدفيد على موقع الاتحاد الدولي (مؤرشف)  (الإنجليزية)
- ديرك ميدفيد على موقع الاتحاد البلجيكي (الإنجليزية)
- ديرك ميدفيد على موقع قاعدة بيانات كرة القدم.إي يو (الإنجليزية)
- ديرك ميدفيد على موقع ناشيونال فوتبول تيمز (الإنجليزية)
- ديرك ميدفيد على موقع Soccerway.com (الإنجليزية)
- ديرك ميدفيد على موقع عالم كرة القدم.نت (الإنجليزية)